# Статистически институт на Турция
Статистически институт на Турция (на турски: Türkiye İstatistik Kurumu, TÜİK) е правителствена статистическа организация на Турция.
Нейната задача е да изготвя официални статистически данни за Турция, нейното население, ресурси, икономика, общество и култура. Тя е основана през 1926 г. Нейното седалище се намира в град Анкара.